# Platja d'es Monestrí
La platja d'es Monsetrí, o d'es Monestri, és una platja urbana del municipi de Calonge i Sant Antoni (Baix Empordà), situada davant de la població de Sant Antoni de Calonge, al tram central de la badia de Palamós. Limita a ponent amb la punta de Cabrera, que la separa de la platja de Sant Antoni, i a llevant amb la platja Gran de Palamós, al municipi de Palamós. Orientada al sud, té una longitud de 272 m i una amplada mitjana de 31 m, formada per sorra de gra mitjà, amb un pendent d'entrada a l'aigua poc pronunciat. El fons marí és de sorra, excepte a la zona dreta de la platja, delimitada per la punta de Cabrera.
Està flanquejada per un passeig marítim, en el qual se situen nombrosos comerços i locals de restauració. És una llarga avinguda arbrada que es prolonga cap a Palamós, per l’esquerra, i cap a la platja de Sant Antoni, per la dreta. Disposa de lavabos, dutxes, punts de salvament i primers auxilis, lloguer de patins de pedals, un parell de guinguetes, lloguer de gandules i para-sols, aparcament i una zona de jocs infantils. Compta, a més, amb rampes i cadires amfíbies per a persones amb mobilitat reduïda. S'hi troba l'únic club de patí català de vela de la província de Girona.
L'Agència Catalana de l'Aigua efectua un control setmanal de la qualitat de l'aigua, durant la temporada de bany, amb el resultat d'excel·lent. La platja ha estat distingida amb el distintiu de Bandera Blava, que reconeix internacionalment la qualitat de l'aigua i serveis.
La platja rep el nom del que era l'antic barri del Monestir, que temps ençà era un agregat de construccions separat dels nuclis de Sant Antoni de Calonge i de Palamós.
Hi desemboca la nova llera de la riera de l'Aubi, creada el 1924, any en què la riera es va desviar parcialment prop de la Torre Mirona, cap a la platja de Castell, per a evitar les freqüents inundacions que provocava a la població de Palamós.